# Кверагерді
Кве́рагерді (ісл. Hveragerði, від ісл. hver — гаряче джерело) — невелике місто в Ісландії, розташоване вздовж національного окружного автошляху Ісландії. Через місто протікає річка Вармау. Населення станом на 1 квітня 2008 року становило 2 281 особу.
Навколишні землі — частина вулкану Генґітль, що, бувши геотермально активними, зазнають частих (зазвичай незначних) землетрусів. Кверагерді відоме своїми теплицями, які нагріваються гарячою водою з вулканічних гарячих джерел. При вході в долину Ольфусдалюр розташований нечасто вибухаючий гейзер Ґріля. Часто вибухає свердловина Леппалуді, що розташована на шляху до долини Ґувудалюр. Її вибух сягає 10-12 метрів. Поблизу церкви міститься гаряче джерело зване Сандгольсквер, що утворилося під час бурхливого землетрясіння південної Ісландії у 1896 році. Загороджена міська геотермальна територія має багато джерел та фумаролей (місць випаровувань).
На південь від Кверагерді розташований невеликий порт Торлаксгьопн, звідки вирушають пороми на Вестманнові острови.

## Галерея

Інформаційна таблиця при в'їзді до Кверагерді
Мапа Квераґерді на вітальній таблиці
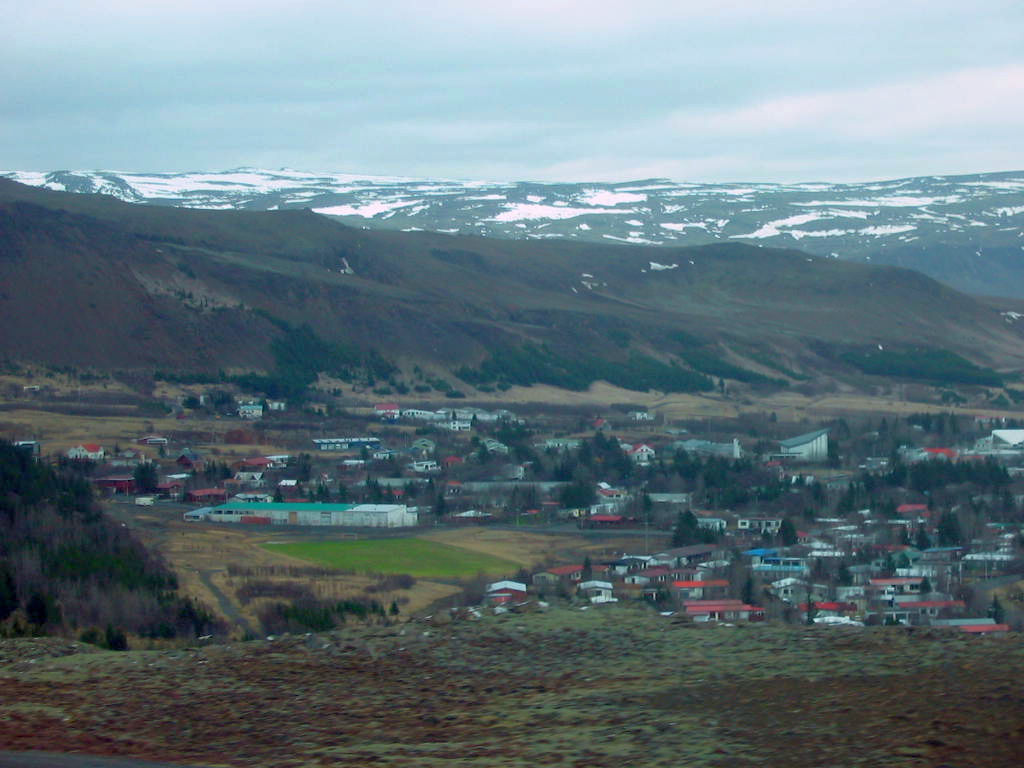
Панорама Кверагерді
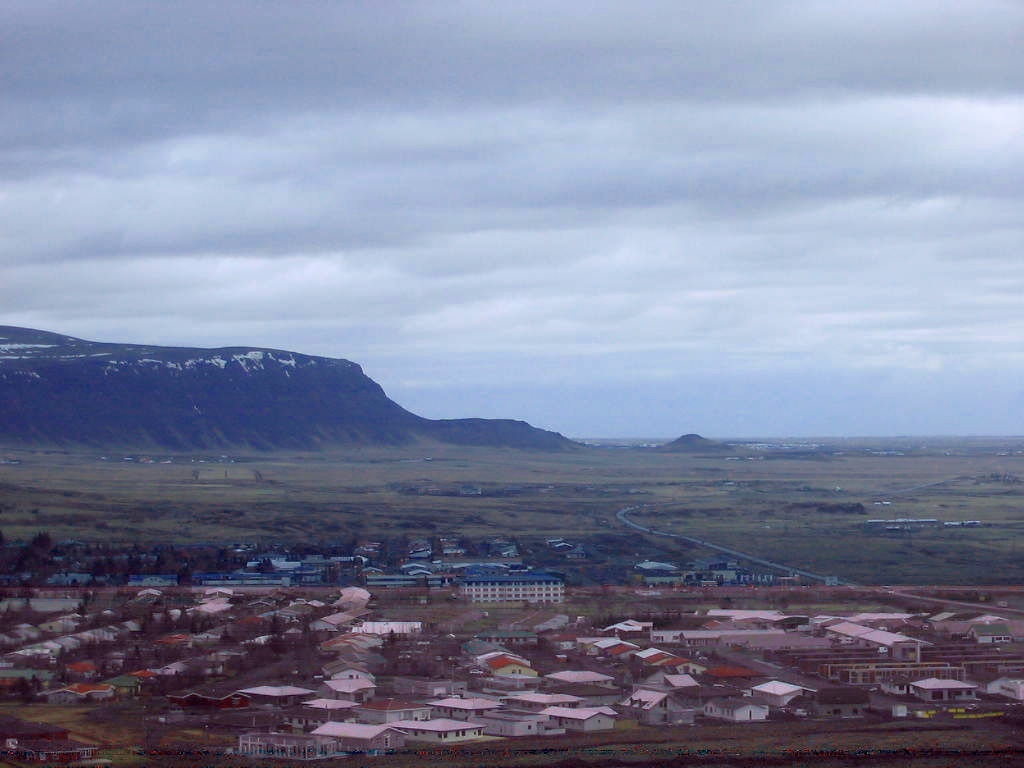
Панорама Кверагерді
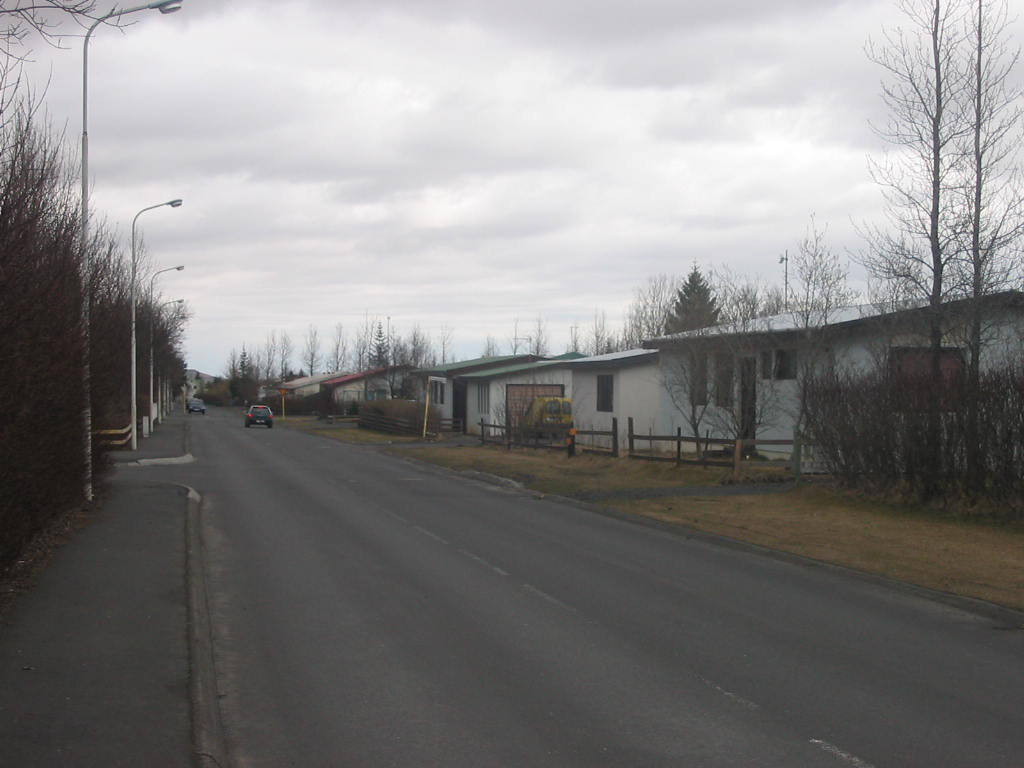
Одна з вулиць
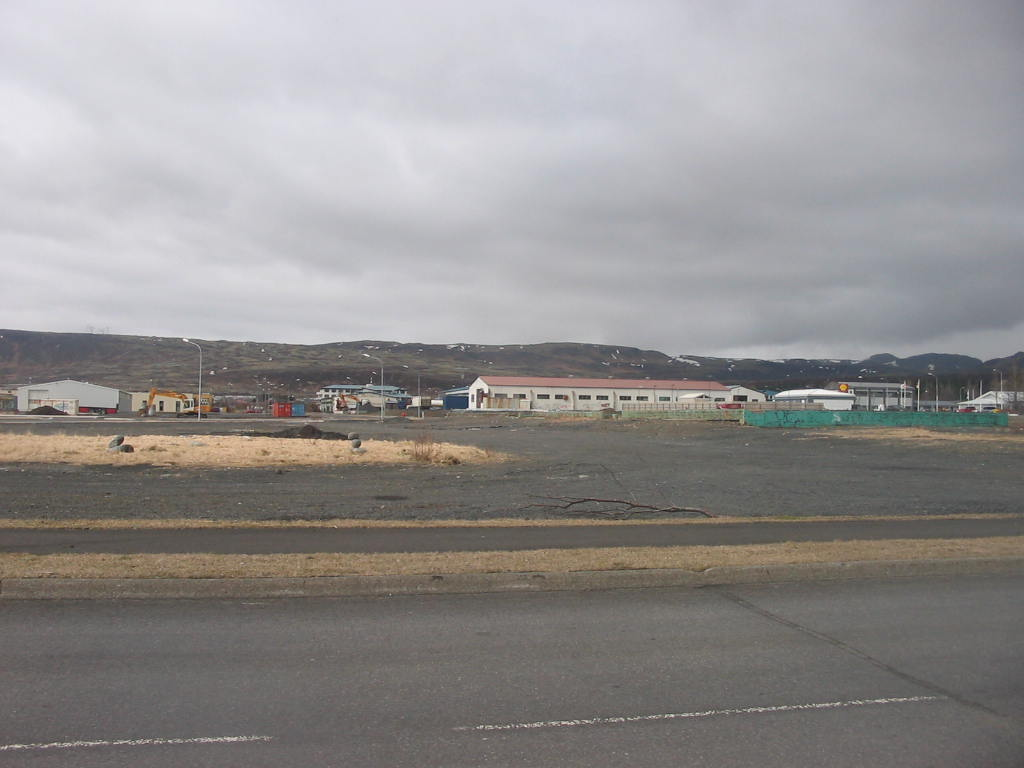
Місцевий ландшафт
Житлові будинки Кверагерді
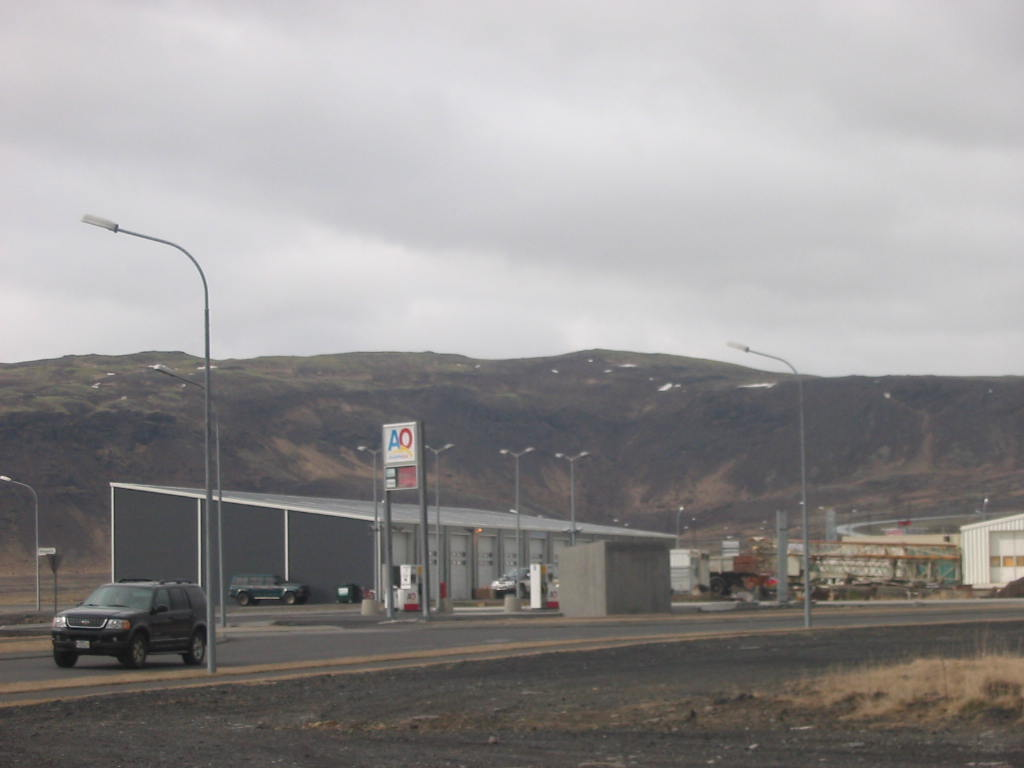
Окружна дорога
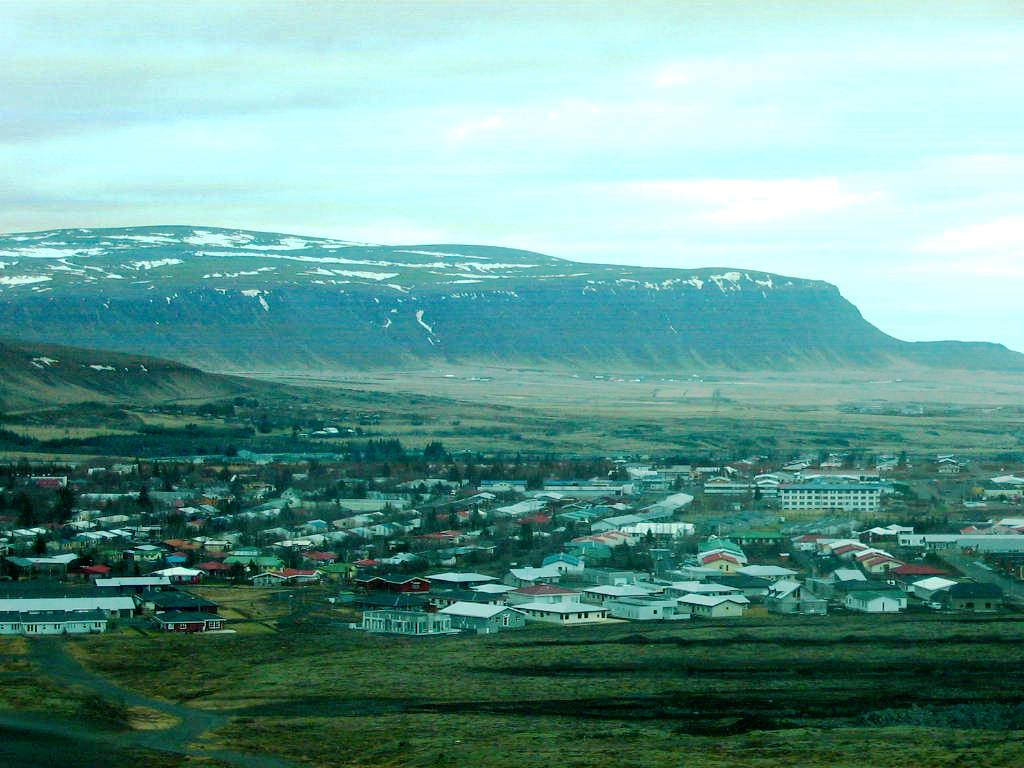
Панорама Кверагерді
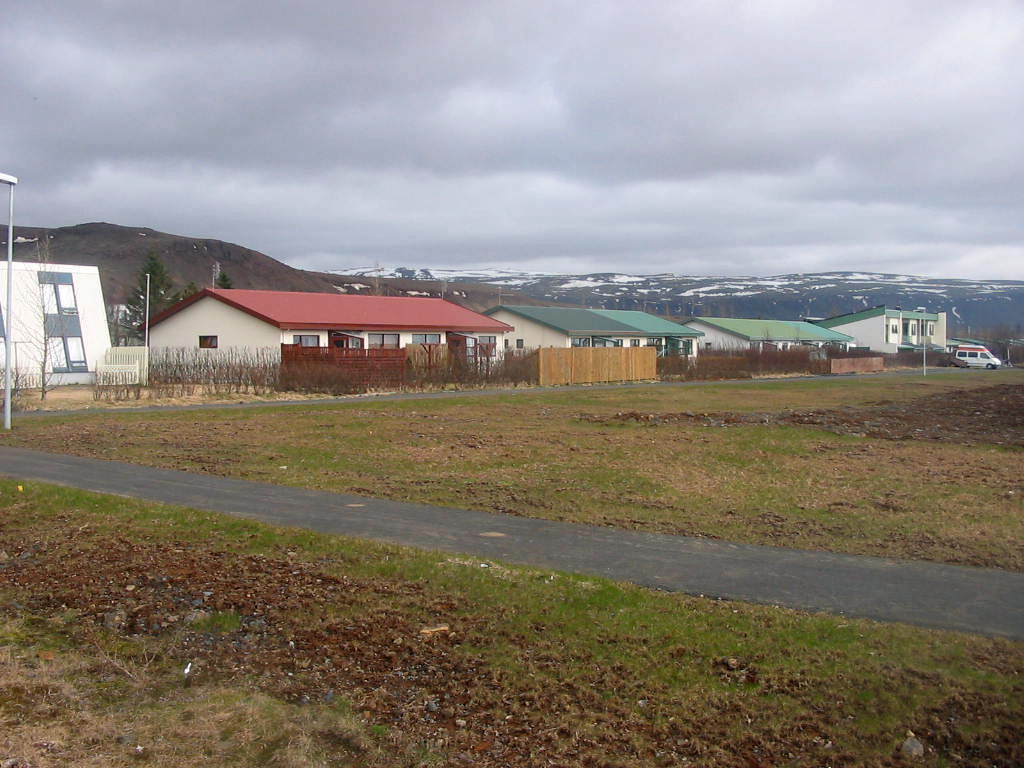
Місцевий ландшафт та типові будинки Кверагерді